# Velika Vrbica
Velika Vrbica (en serbe cyrillique : Велика Врбица) est un village de Serbie situé dans la municipalité de Kladovo, district de Bor. Au recensement de 2011, il comptait 836 habitants.

## Démographie

### Évolution historique de la population
| 1948  | 1953  | 1961  | 1971  | 1981  | 1991  | 2002 | 2011 |
| ----- | ----- | ----- | ----- | ----- | ----- | ---- | ---- |
| 1 518 | 1 622 | 1 576 | 1 660 | 1 651 | 1 540 | 996  | 836  |

|  |